# مریخ (قطر)
مُرَیْخ (عربی: مريخ) یک منطقهٔ مسکونی در قطر است که در شهرداری الریان واقع شده‌است.